# Feminisme de palla
El feminisme de palla és una versió de la fal·làcia de l'home de palla que s'observa quan s'exageren o s'inventen elements del feminisme per aparentment refutar els arguments feministes i/o distreure'n el focus d'atenció. Una feminista de palla, doncs, és un personatge inventat, utilitzat per aquells que ataquen el feminisme, per devaluar els arguments feministes. El feminisme de palla sovint utilitza simplificacions excessives, tergiversacions i estereotips sobre el feminisme per desacreditar fàcilment el feminisme en el seu conjunt.

## Antecedents filosòfics
En la fal·làcia de l'home de palla, l'estratègia consisteix en refutar una afirmació quan, de fet, aquesta mai va ser feta per les persones interessades, o bé és una exageració de l'afirmació original.

### Estructura
L'argument feminista de palla té lloc en el següent format:
1. L'home 1 argumenta el punt feminista A.
2. L'home 2 refuta el punt B com si fos el punt A. El punt B pot fer referència al punt A, però és una qüestió diferent o és una versió distorsionada del punt A.
3. L'home 2 afirma que a causa de l'argument en contra del punt B, el punt A és invàlid o incorrecte.